# Эксчейндж-Плейс (Манхэттен)
Эксче́йндж-Плейс (англ. Exchange Place) — односторонняя улица в Нижнем Манхэттене, Нью-Йорк. Эксчейндж-Плейс берёт начало от Бродвея и идёт на восток до Хановер-стрит.
Изначально улица называлась Тёйн-стрит (нидерл. Tuijn Street, дословно — «садовая улица»). Впоследствии улица неоднократно меняла своё название, пока не обрела своё нынешнее, полученное в честь находящейся на соседней Уолл-стрит Нью-Йоркской фондовой биржи (англ. New York Stock Exchange).
Во времена Нового Амстердама от места, где ныне проложена улица, начинался канал, вдоль которого впоследствии была проложена Брод-стрит. В 1693 на улице, называвшейся тогда Гарден-стрит (англ. Garden Street), недалеко от Брод-стрит представители Нидерландского реформаторства возвели церковь. В 1830-х годах на Эксчейндж-Плейс наравне с прилегающими улицами значительно возрос спрос на коммерческие помещения. Многие жилые дома на улице в те годы сносились, и на их месте возводились торговые помещения. Об объёмах операций, проводимых на улице уже в то время, свидетельствует сумма в $ 1,6 млн, выкраденная в одном из банков на Эксчейндж-Плейс в 1867 году. Ныне Эксчейндж-Плейс вместе с Уолл- и Брод-стрит образует ядро финансового квартала Манхэттена.
Ближайшей к Эксчейндж-Плейс станцией метро является Брод-стрит (J).
- Вид на улицу из здания 55 Уолл-стрит